# Levobrežna Ukrajina
Levobrežna Ukrajina (ukrajinsko Лівобережна Україна, latinizirano: Livoberežna Ukrajina; ukrajinsko Левобережная Украина, latinizirano: Levoberežnaja Ukraina; poljsko Lewobrzeżna Ukraina) je zgodovinsko ime dela Ukrajine na levem (vzhodnem) bregu reke Dneper, ki je obsegal sodobno Černigovsko in Poltavsko regijo in vzhodne dele Kijevske in Čerkaške oblasti.
Izraz se je prvič pojavil  leta 1663 z izvolitvijo Ivana Brjuhoveckega za hetmana Ukrajine namesto Pavla Teterje. Brjuhovecki  je bil prvi znani hetman »Levobrežne Ukrajine« na območju, ki je bil  pod ruskim vplivom.
Do sredine 17. stoletja je to območje pripadalo poljsko-litovski Republiki obeh narodov, po sklenitvi Perejaslavskega sporazuma med Poljsko-Litvo in Ruskim carstvom leta 1654 pa je poleg svojega južnega dela Tauride prišlo pod rusko oblast. Stanje je bilo pozneje znova potrjeno v Andrusovskim premirjem leta 1667 in Sporazumom o večnem miru med Poljsko-Litovsko skupnostjo in Ruskim carstvom leta 1686. Levobrežna Ukrajina je pod rusko vladavino kot Kozaški hetmanat uživala določeno avtonomijo znotraj Ruskega carstva. Hetmanat je v 18. stoletju počasi odmiral in z uničenjem Zaporoške Seči leta 1774 popolnoma izginil.

## Levobrežni polki
- Mirogorodski polk
- Perejaslavski polk
- Prilicijski polk
- Poltavski polk
- Černigovski polk

## Hetmani Zaporoške vojske Levobrežne Ukrajine
- Ivan Fjodorovič Bespalij (kazenski hetman, 1658—1659)
- Jakim Semjonovič Somko (1660—1663)
- Ivan Martinovič Brjuhovecki (koševski hetman, 1663)
- Demijan Ignatijevič Mnogogrešni (1669—1672)
- Ivan Samojlovič Samojlovič (1672—1687)
- Ivan Stepanovič Mazepa (1687—1704)

## Prebivalstvo
Levobrežna Ukrajina je spadala med tiste dele Ruskega carstva, ki so imeli največje deleže vzhodnoslovanskega prebivalstva – več kot 95%. Prevladovali so Ukrajinci, Rusi in Belorusi.

## Sklic
1. ↑  Orest Subtelni. Ukraine History. University of Toronto Press. 2000.  str. 117, 145-148. ISBN 0-8020-8390-0.

## Vir
- О. І. Гуржій. Лівобережна Україна, Лівобережжя // Енциклопедія історії України : у 10 т. / редкол.: В. А. Смолій (голова) та ін. ; Інститут історії України НАН України. — К. : Наук. думка, 2009. — Т. 6 : Ла — Мі. — С. 202. — 784 с. : іл. — ISBN 978-966-00-1028-1.